# Face in the Rain
Face in the Rain è un film del 1963 diretto da Irvin Kershner.
È un film di guerra statunitense con Rory Calhoun e Marina Berti ambientato In Italia sotto l'occupazione tedesca durante la seconda guerra mondiale.

## Produzione
Il film, diretto da Irvin Kershner su una sceneggiatura di Hugo Butler e Jean Rouverol, fu prodotto da John Calley per la Calvic Productions e la Embassy Pictures Corporation. Fu girato in Italia.

## Distribuzione
Il film fu distribuito negli Stati Uniti nel 1963 al cinema dalla Embassy Pictures Corporation. È stato distribuito anche in Grecia con il titolo Praktor 001 enantion ton SS.

## Critica
Secondo Leonard Maltin il film è un "melodramma a tratti intenso".